# Daniela Rocca
Daniela Rocca (* 12. September 1937 in Catania; † 28. Mai 1995 in Milo) war eine italienische Schauspielerin.

## Leben
Die aus Sizilien und ärmlichen Verhältnissen stammende Künstlerin gewann mit 16 Jahren den Schönheitswettbewerb der „Miss Catania“ und nahm an der Wahl zur Miss Italia teil, durch die Produzenten der italienischen Filmhochburg Cinecittà so auf sie aufmerksam wurden. Bereits ein Jahr später gab Rocca mit La Luciana ihr Spielfilmdebüt. Durch ihre Hauptrolle in der Komödie Scheidung auf italienisch an der Seite von Marcello Mastroianni wurde sie zu einem gefragten Star des italienischen Films und zum Sexsymbol. Mit dem Regisseur des Films, Pietro Germi, mit dem sie eine Affäre begann, arbeitete die Schauspielerin noch bei weiteren Produktionen zusammen.
Als die Beziehung zu Germi nach einem Eifersuchtsdrama 1964 endgültig zu scheitern drohte, unternahm Rocca einen Suizidversuch, der ihre Karriere beendete und dem sich wegen der folgenden Depressionen über einen Zeitraum von mehr als zehn Jahren Therapien und Behandlungen in verschiedenen Sanatorien anschlossen.
1975 kehrte sie nach Catania zurück. Nach einigen Versuchen als Autorin und Regisseurin (z. B. Il peso del corpo; sie schrieb dazu auch das Drehbuch) zog sie sich schließlich ganz aus der Öffentlichkeit zurück. Sie lebte bis zu ihrem Tod in einem Heim in der Nähe ihrer Geburtsstadt und schrieb Gedichte, die in vier Bänden veröffentlicht wurden.

## Filmografie (Auswahl)
- 1954: La Luciana
- 1955: Il Padrone sono me …
- 1957: Marchands de filles
- 1959: Judith – Das Schwert der Rache (Giuditta e Oloferne)
- 1959: Die Legionen des Cäsaren (Le legioni di Cleopatra)
- 1959: Caltiki – Rätsel des Grauens (Caltiki il mostro immortale)
- 1960: Austerlitz – Glanz einer Kaiserkrone (Austerlitz)
- 1960: Kampf um Rom (La vendetta dei barbari)
- 1960: Ursus im Reich der Amazonen (La regina delle amazzoni)
- 1960: Das Schwert von Persien (Ester e il re)
- 1961: Scheidung auf italienisch (Divorzio all’Italiana)
- 1962: Schlüssel zum siebten Himmel (L‘attico)
- 1963: Sieben Tote hat die Woche (Symphonie pour un massacre)
- 1963: Die Nackte (La noia)
- 1967: Garantiert Jungfrau (Assicurasi vergine)
- 1970: Un giorno, una vita